# La pelle (album)
La pelle è il primo album di Cesare Basile, pubblicato nel 1994.

## Il disco
La registrazione ed il missaggio sono stati effettuati da Marc De Reus negli studi La Nuova Ciminiera di Catania.
Si tratta del primo album solista di Basile, dopo che lo stesso cantautore siciliano aveva già pubblicato diversi album con i Candida Lilith, con i Kim Squad e con i Quartered Shadows tra il 1987 e il 1993].

## Tracce
1. Intro
2. Circo d'ombre
3. Un uomo in transito
4. Strada e pioggia
5. Die Jungs VÒm Himmel
6. Teresa dei piccoli fiori
7. Useless Hate
8. Haiku di Sicilia
9. Fari
10. La gloria arriva
11. La pelle

## Musicisti
- Cesare Basile - voce, chitarra
- Gaetano Messina
- Vito Porto
- Massimo Ferrarotto
- Daniele Bontumasi
- Tommaso Marletta
- Gaetano D'Angelo
- Giovanna Cacciola
- Agostino Tilotta
- Pino Marino
- Puccio Castrogiovanni
- Roberto Fuzio
- Fabio Di Stefano